# Армянское нагорье
Армя́нское наго́рье (арм. Հայկական լեռնաշխարհ, Haykakan leṙnašxarh, тур. Ermeni Yaylası), также Армянское плато, — горный регион на севере Передней Азии. Среднее из трёх Переднеазиатских нагорий. На западе без резких границ переходит в Малоазиатское нагорье, на востоке примыкает к Иранскому нагорью.

## Этимология
Своё название Армянское нагорье получило благодаря тому, что в пределах нагорья находилась историческая область формирования армянского народа, а также исторический ареал армян, примерно соответствующий территории Исторической Армении. Термин введён в 1843 году российским профессором геологии Германом Вильгельмовичем Абихом в монографии Über die geologische Natur des armenischen Hochlandes («О геологических свойствах Армянского нагорья») и вошёл в научный оборот.
В античной литературе встречается термин «Армянские горы», впервые упомянутый в древнегреческих текстах VI—V вв. до н. э. и примерно соответствующий более позднему термину «Армянское нагорье».

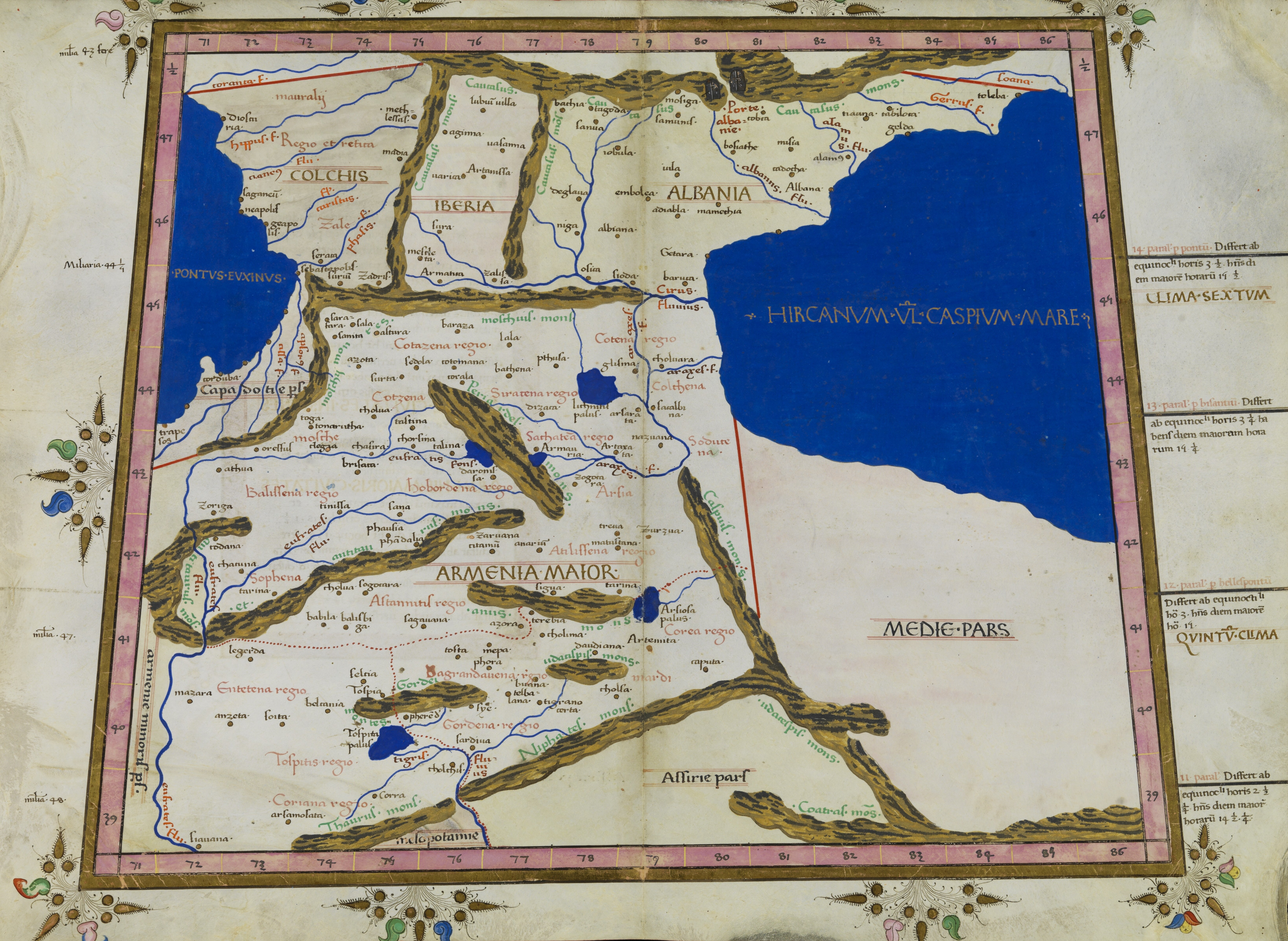
Горные хребты Великой Армении (Armenia Major) на карте Клавдия Птолемея (II век н. э.)

## Расположение

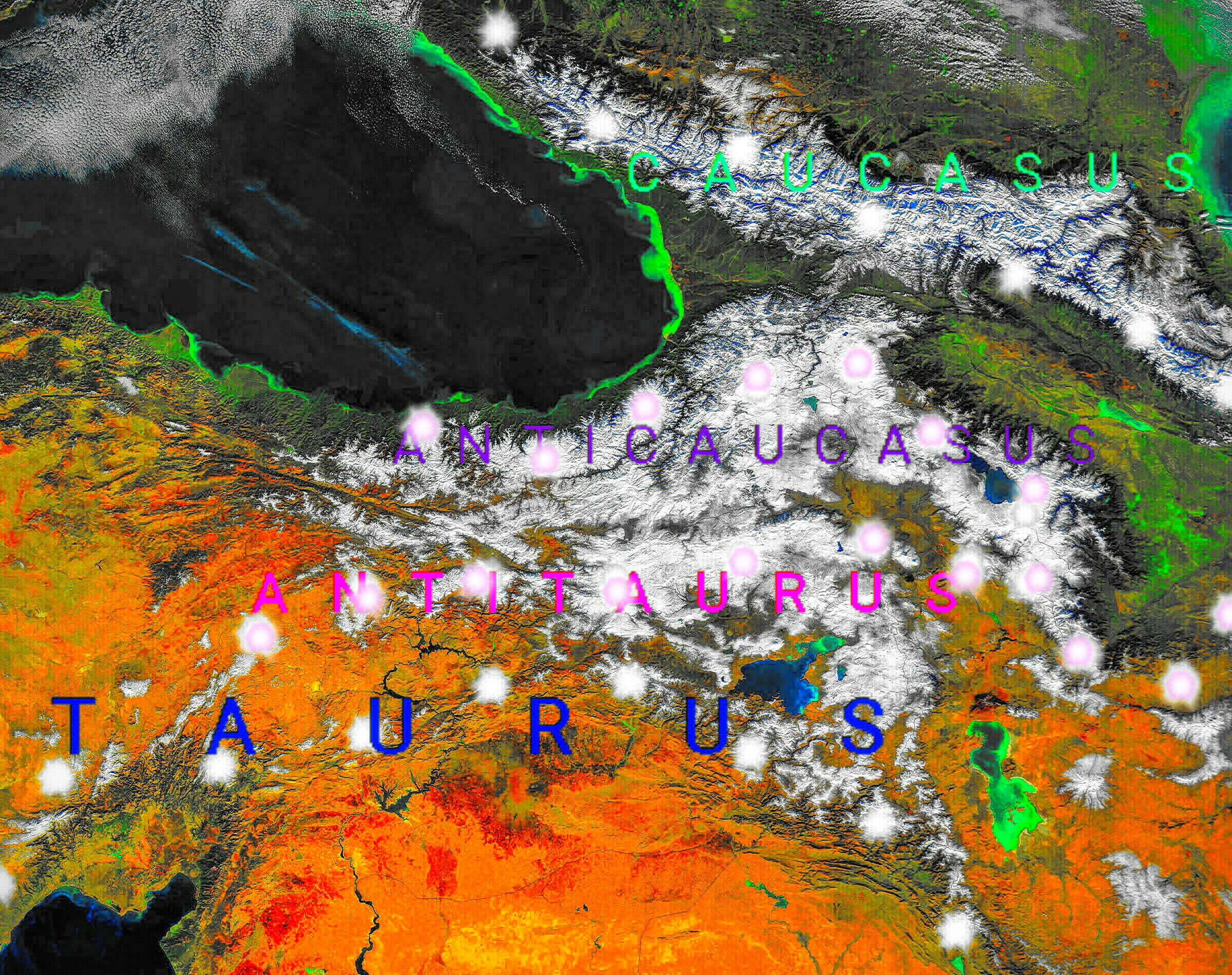
Армянское нагорье — территория Исторической Армении

Большая часть Армянского нагорья находится в пределах современных Турции и Армении. К Армянскому нагорью относятся также северо-западная часть Ирана, юг Грузии и западная часть Азербайджана. На севере Армянское нагорье окаймлено Понтийским хребтом, на северо-западе — дугой внешних хребтов Малого Кавказа, на юге — Тавром, а на западе и востоке переходит в нагорья Турции и Ирана.
В широком смысле слова Армянское нагорье в советское время включало в себя Малый Кавказ, Восточный (Армянский) Тавр и Курдские горы. В его составе выделяются Джавахетское, Карское, Гегамское, Варденисское и Карабахское нагорья, а на юге — Агдагский массив.
Центральная, осевая цепь хребтов нагорья, проходящая с запада на восток через всю Западную Армению, называется Анти-Тавр. На западе Анти-Тавр отходит на север от Центрального Тавра, и, проходя прямо по середине плато, параллельно Восточному Тавру, заканчивается на востоке Араратскими вершинами.
На западе Армянское нагорье смыкается с Малоазиатским, на юге у его подножия расположена Месопотамская низменность, а на юго-востоке оно постепенно сливается с Иранским нагорьем.
На северо-западе Армянское нагорье отделено от гор Кавказа Колхидской низменностью, а на северо-востоке Кура-Араксинской, соединяясь с ними по центру Лихским хребтом. Площадь Армянского нагорья (в широком смысле) составляет около 400 тысяч км².

## Строение
Армянское нагорье представляет собой мощный горный узел, в котором смыкаются северные и южные окраинные цепи Малоазиатского и Иранского нагорий, образующие сложную систему хребтов и прогибов. В конце неогена всё нагорье подверглось раскалыванию и было пересечено системой трещин, вдоль которых происходили излияния лав. Лавы покрыли почти всю поверхность нагорья базальтовыми толщами, в основном сгладив неровности рельефа.
В настоящее время Армянское нагорье представляет собой обширные базальто-туфовые плоскогорья (высоты 1500—3000 м) с гигантскими вулканическими конусами (образовавшимися в более поздние этапы вулканической деятельности и достигшими нескольких тысяч метров высоты) и тектонические впадины, разделённые хребтами. Впадины, лежащие на высотах от 700 до 2000 метров, имеют сухие днища или заняты озёрами (Ван, Севан, Урмия и другими). Они являются центрами скопления населения и часто именуются по расположенным в их пределах городам — Эрзурумская, Тебризская, Араратская, Мушская, Маназкертская и так далее.

## Основные вершины

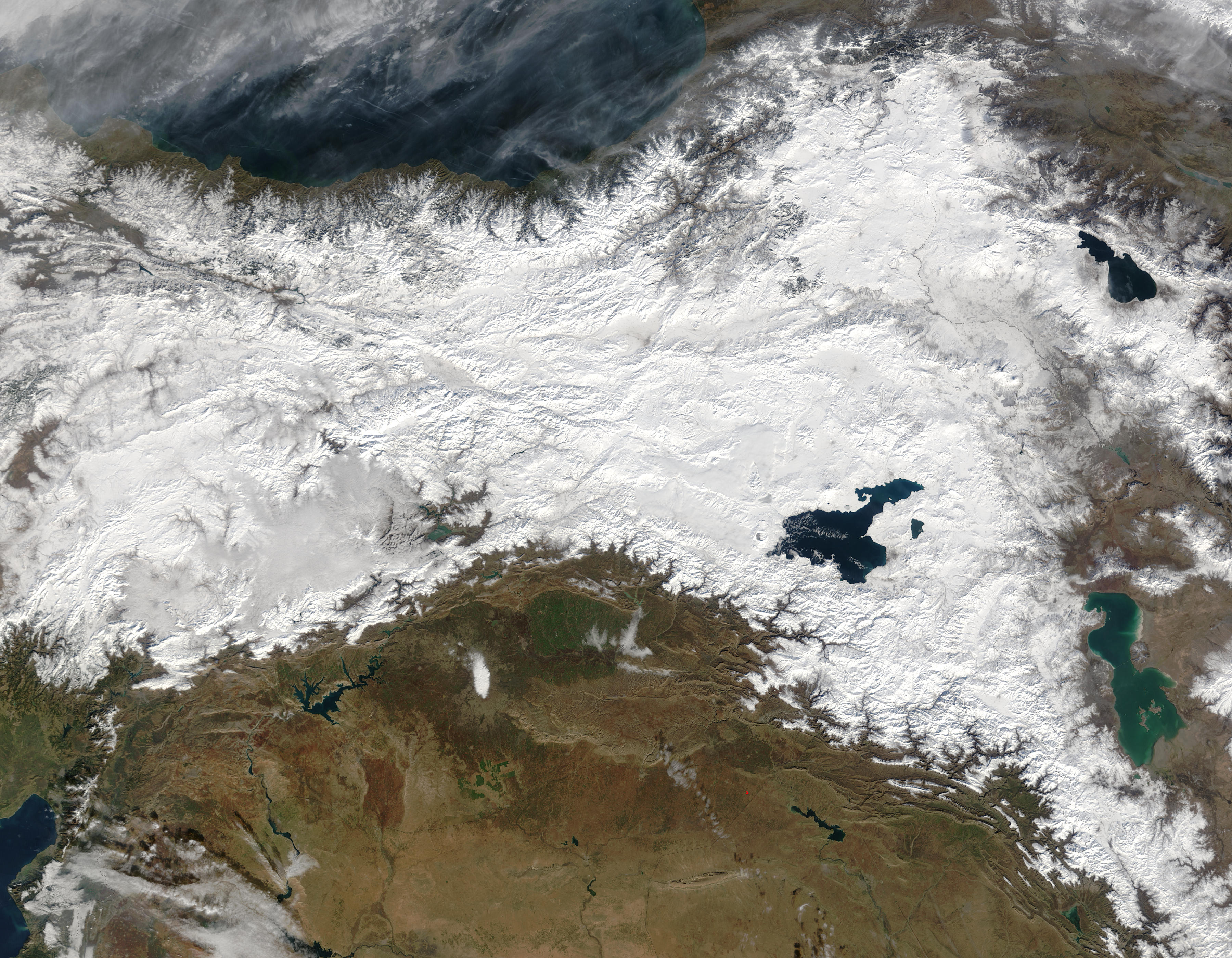
Армянское нагорье зимой

Всего на Армянском нагорье расположены 4 горы высотой от 4000 до 5000 метров и 1 гора высотой свыше 5000 метров.
Некоторые известные вершины:
- Большой Арарат (5165 м)[24]
- Себелан (4811 м)[24]
- Джило (4168 м)[24]
- Арагац (4090 м)[24]
- Сипан (Сюпхан) (4058 м)[24]
- Качкар (3937 м)
- Малый Арарат (3925 м)[25]
- Капутджух (3905 м)[26]
- Газанасар (3841 м)[26]
- Сискатар (Сисакапар) (3826 м)[26]
- Паракан (3825 м)[26]
- Капуйт (отдельный пик на Паракане) (3751 м)[26]
- Сехенд (3707 м)
- Алун (отдельный пик на Паракане) (3703 м)[26]
- Аждаак (3597 м)[26]
- Спитакасар (3560 м)
- Мец-Ишханасар (3550 м)[26]
- Кошатах (3317 м)
- Абул (3300 м)
- Немрут (2948 м).

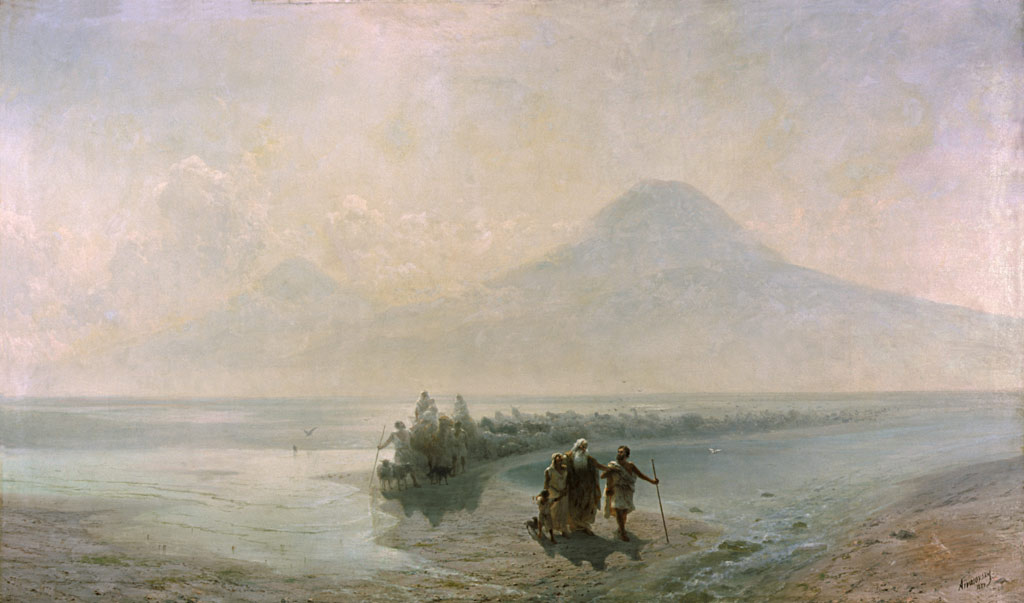
И. Айвазовский, Сошествие Ноя с горы Арарат, 1889
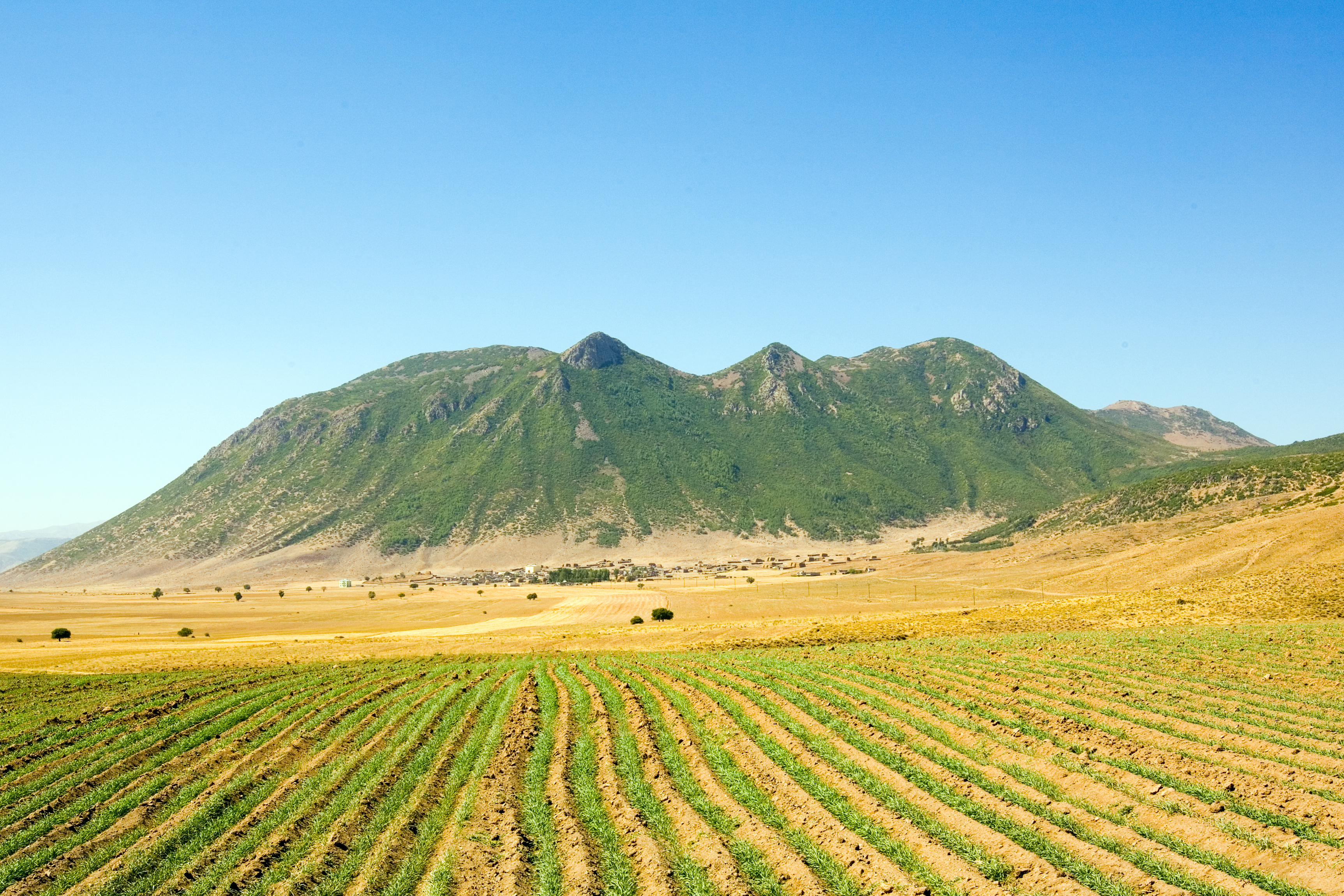
вулкан Немрут-Даг
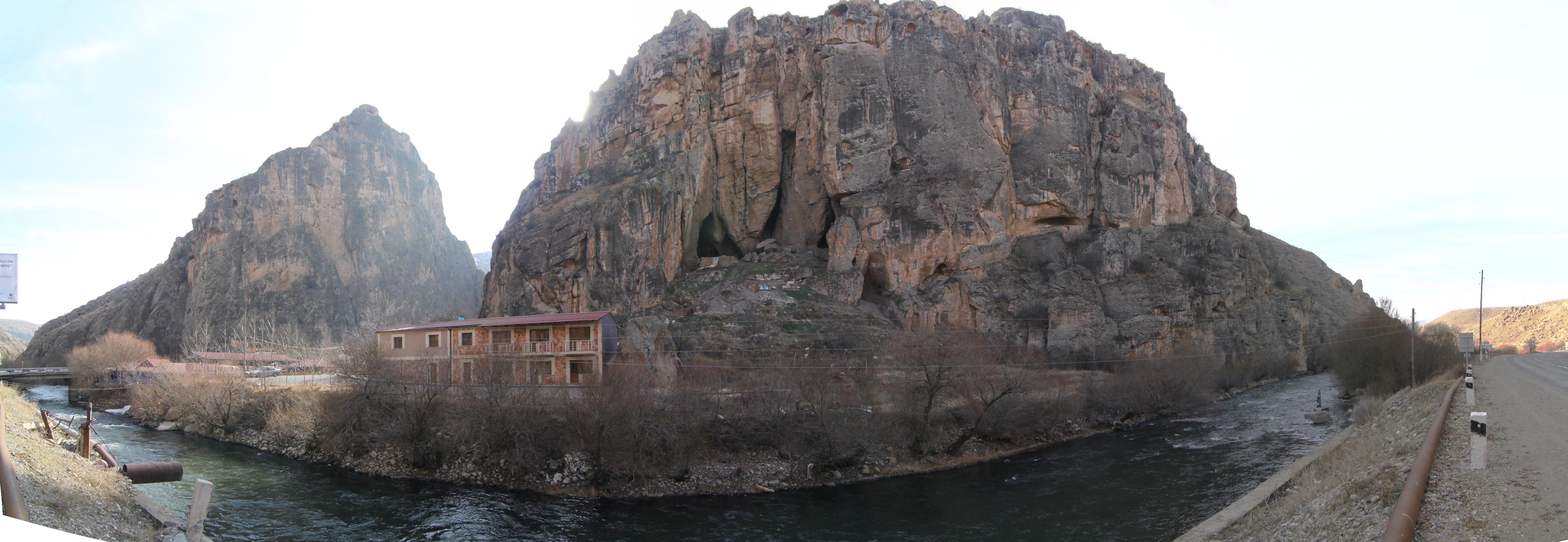
пещеры Арени
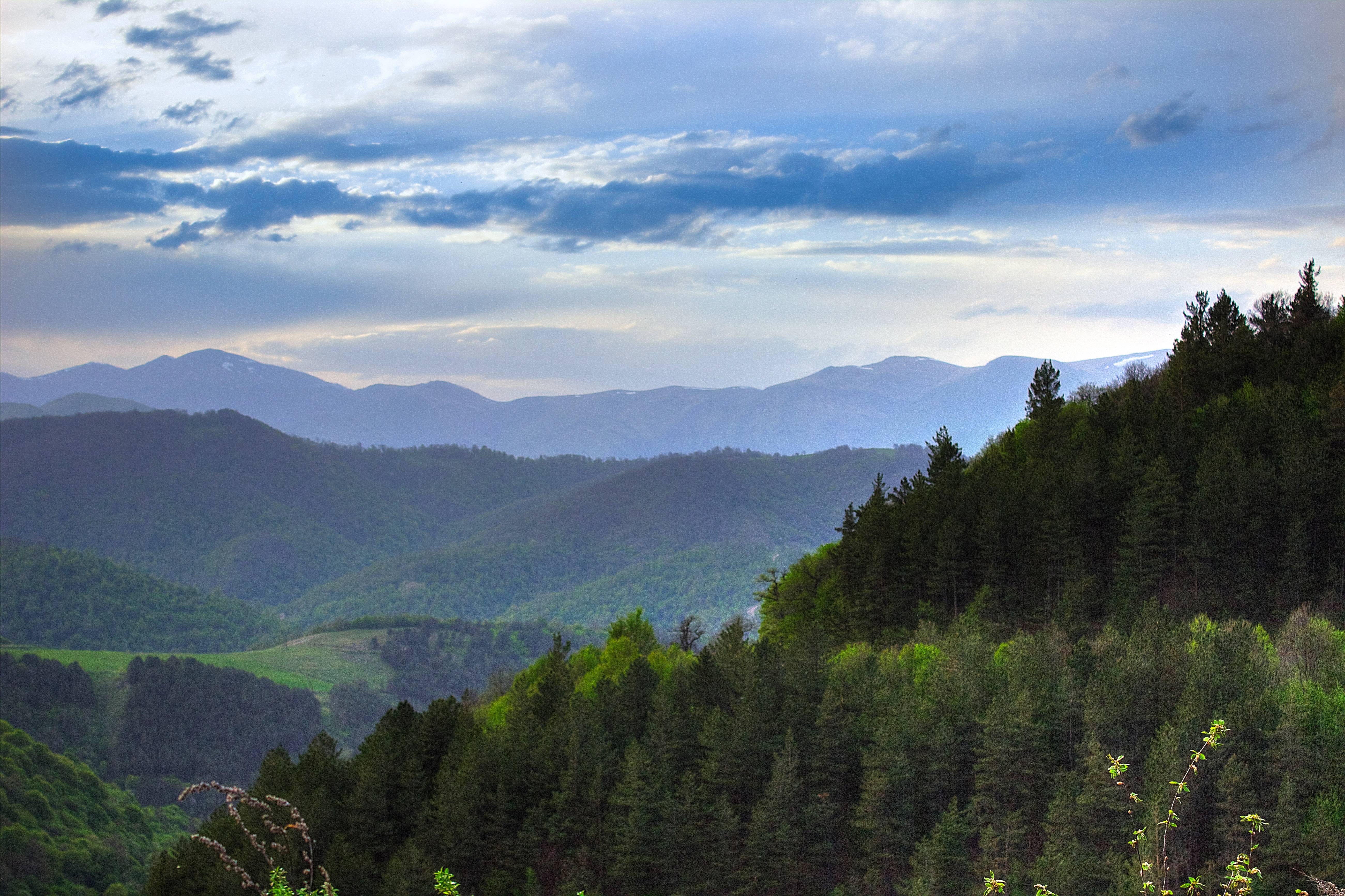
горные хребты в Дилижане
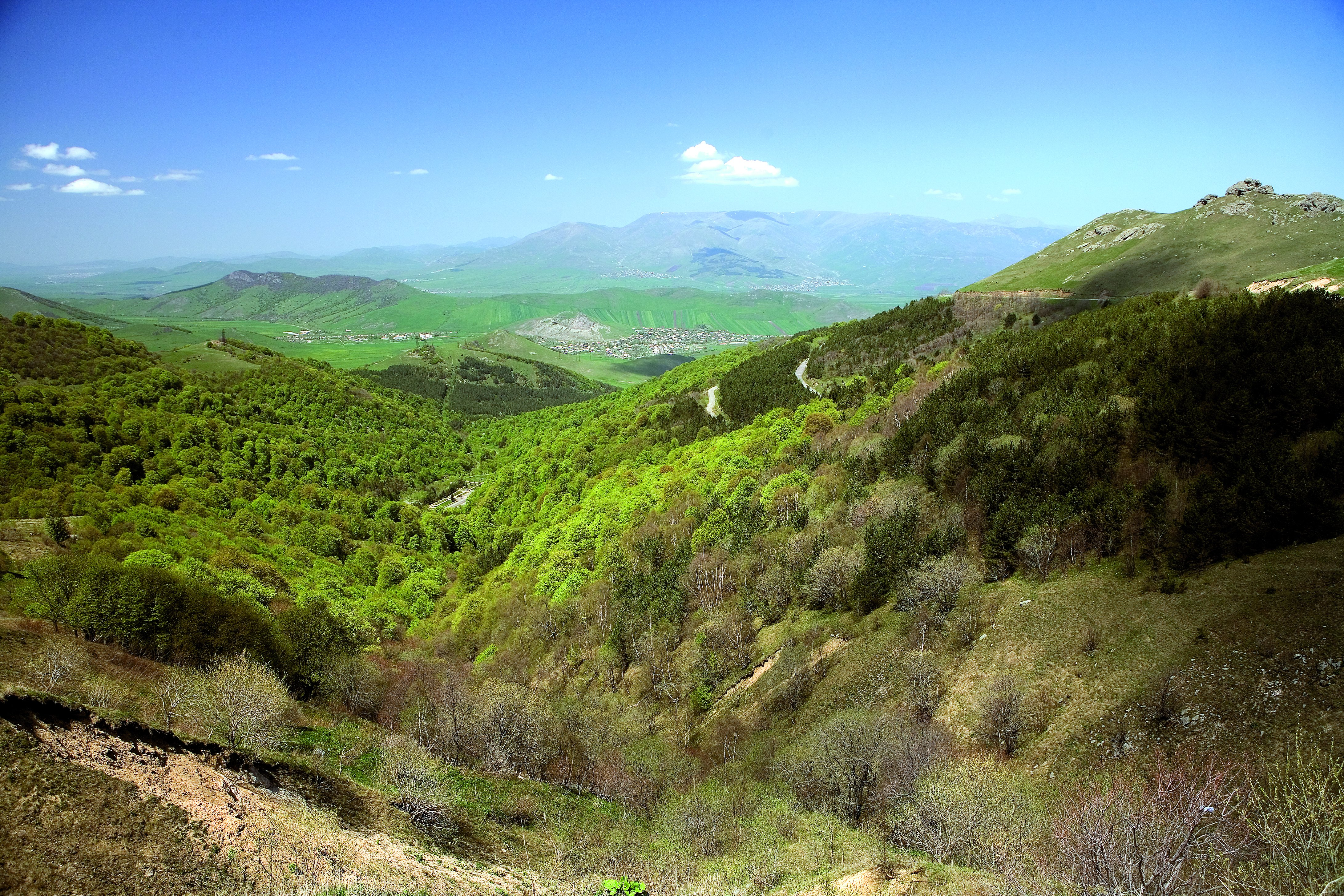
Пушкинский перевал
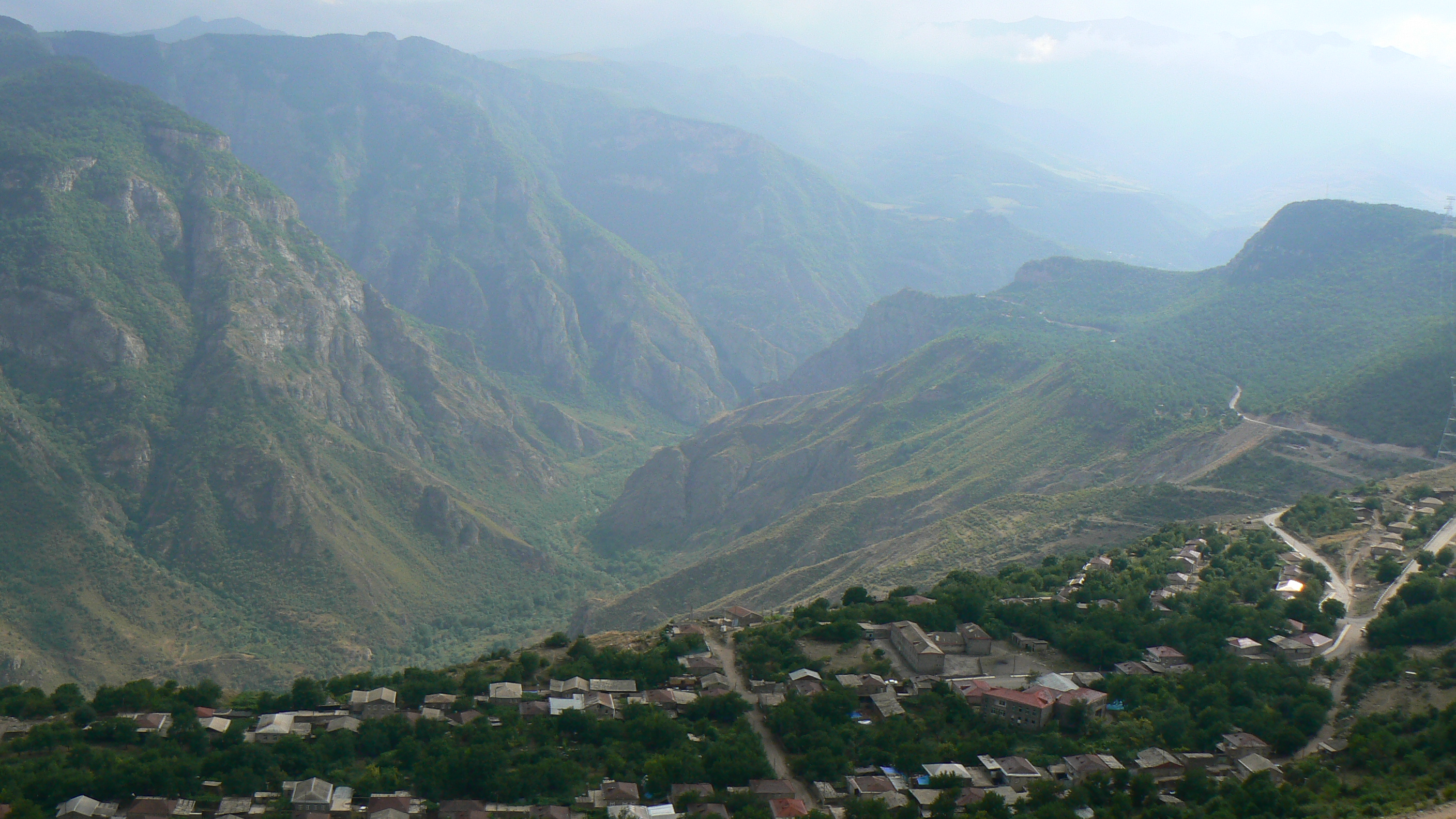
Зангезурский хребет
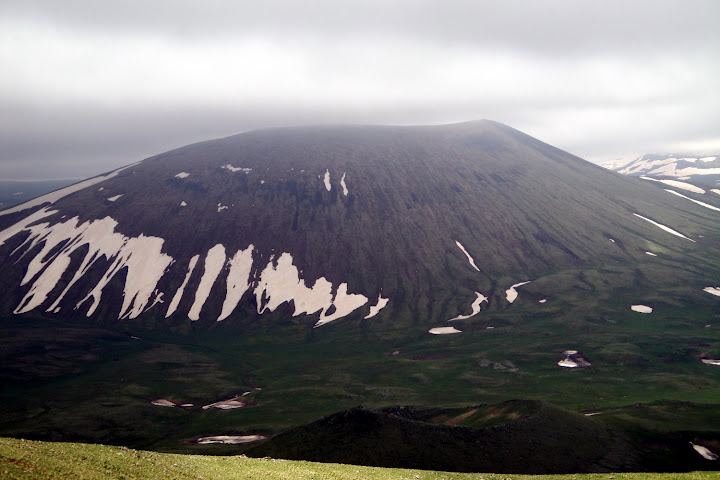
Вулкан Севкатар

## Реки и озёра
Водная сеть области относится к бассейнам Каспийского и Чёрного морей, Персидского залива. В пределах нагорья находятся верховья рек Кура, Аракс, Евфрат, Тигр, Чорох. Характер течения — типичный горный. Истоки находятся в основном в горах, а питание поступает от таяния снегов и дождевых осадков.
Крупнейшими реками Армянского нагорья являются:
- Евфрат (2736 км)
- Тигр (1850 км)
- Кура (1515 км)
- Аракс (1072 км)
- Арацани (722 км)
- Большой Заб (473 км)
- Чорох (438 км)
- Ахурян (186 км)
- Дебед (152 км)
- Раздан (141 км)
- Арпа (126 км)
- Воротан (119 км)

Всего на Армянском нагорье насчитывается свыше 95 000 больших и малых рек, из которых свыше 4000 имеют длину более 10 километров.

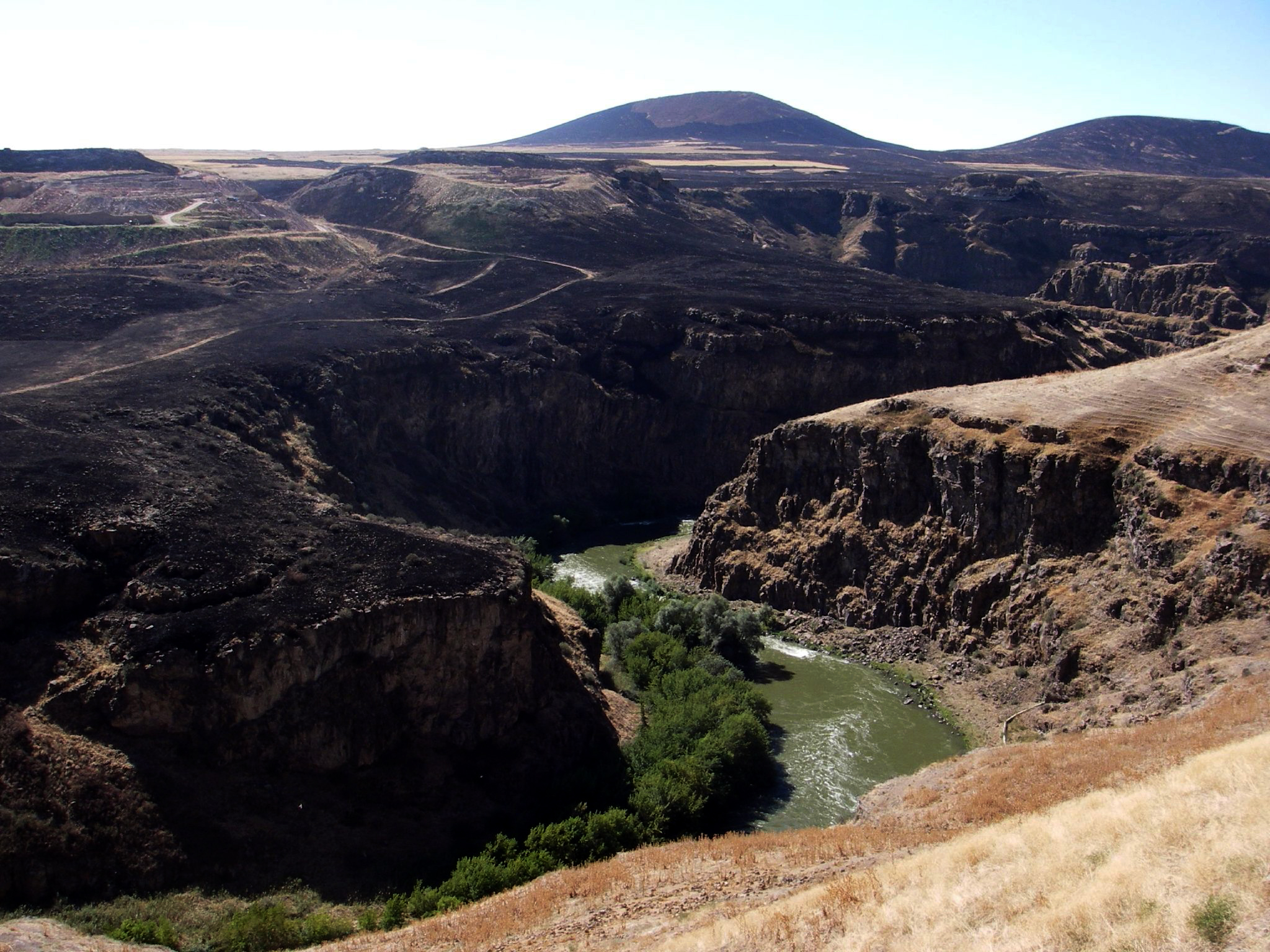
Ахурян
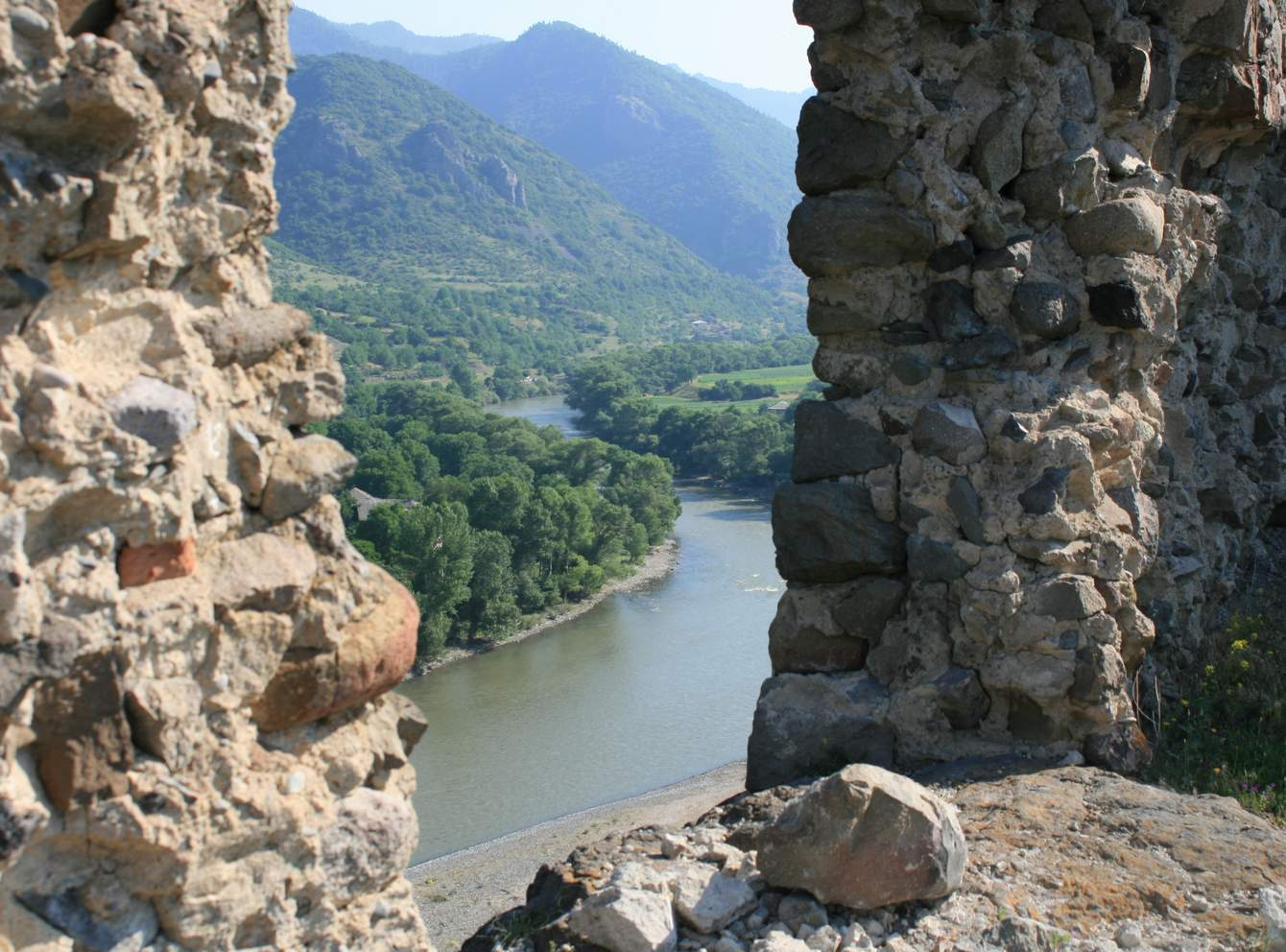
Кура
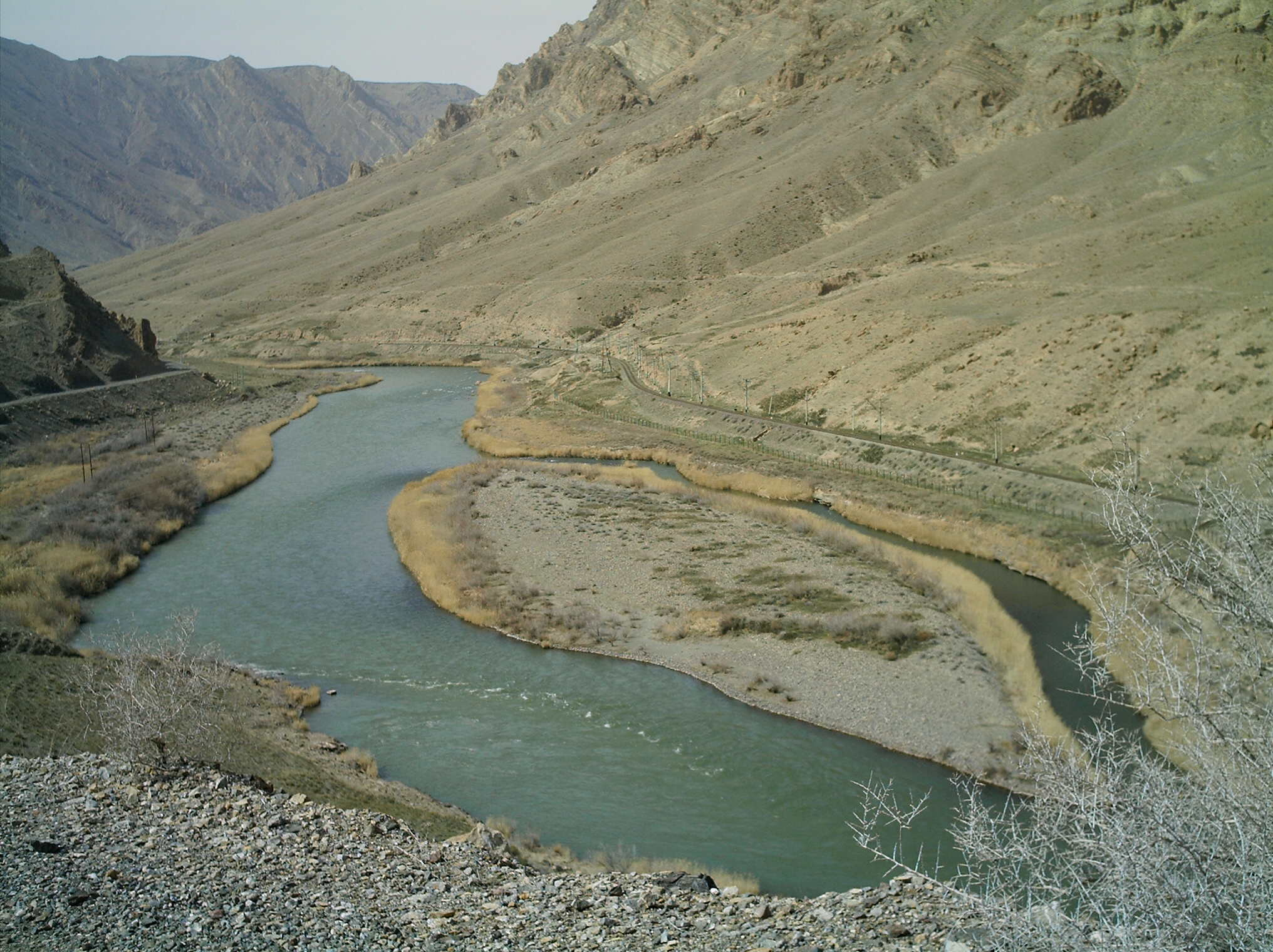
Аракс
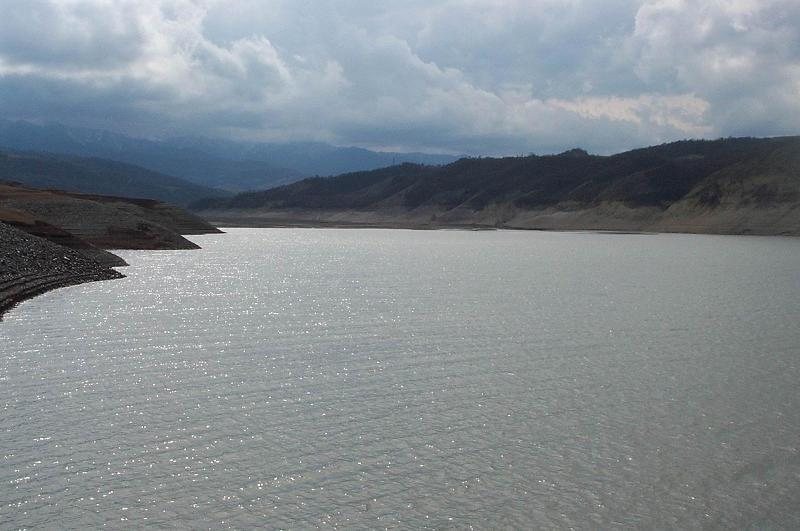
Сарсангское водохранилище
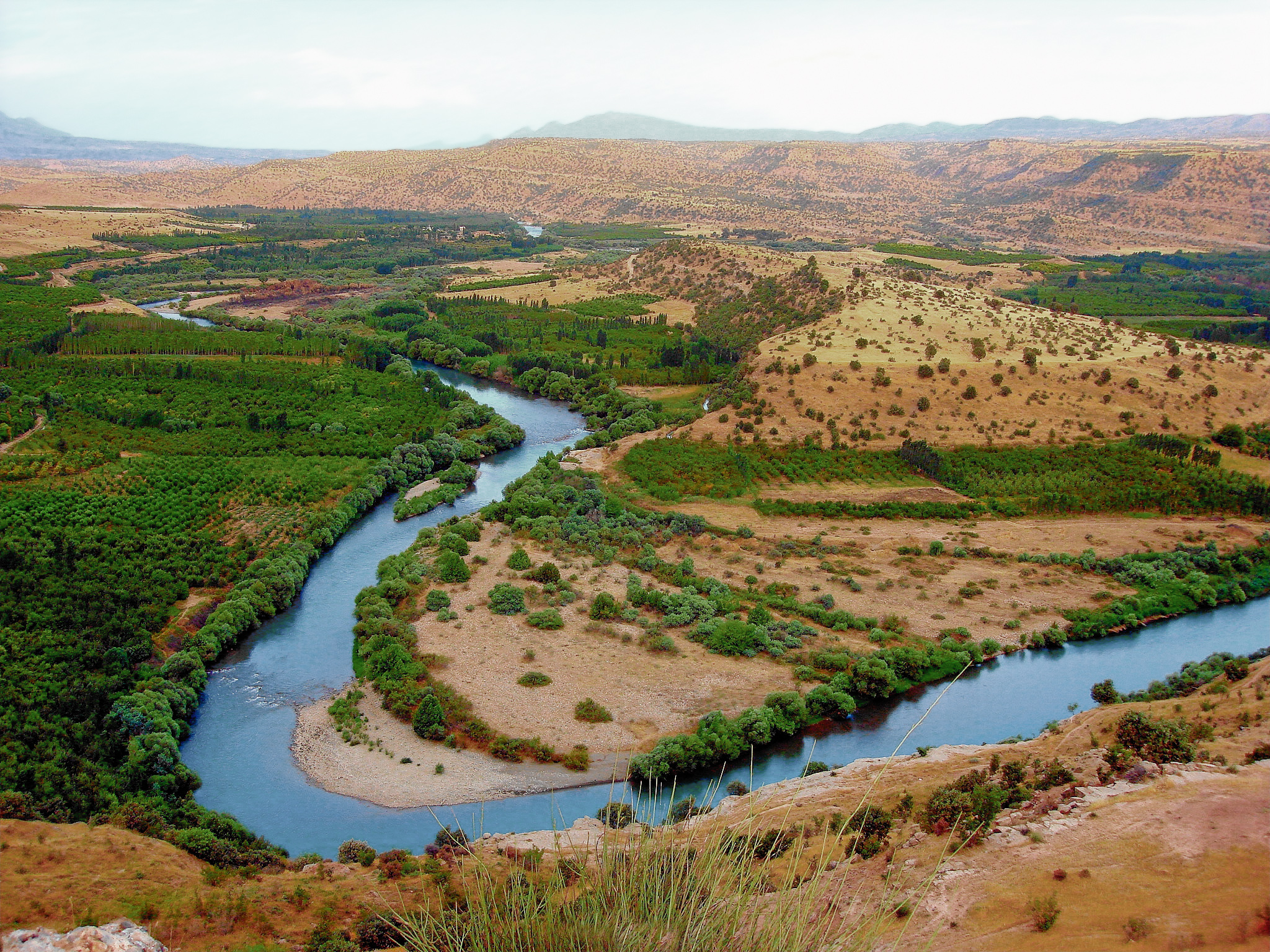
Большой Заб
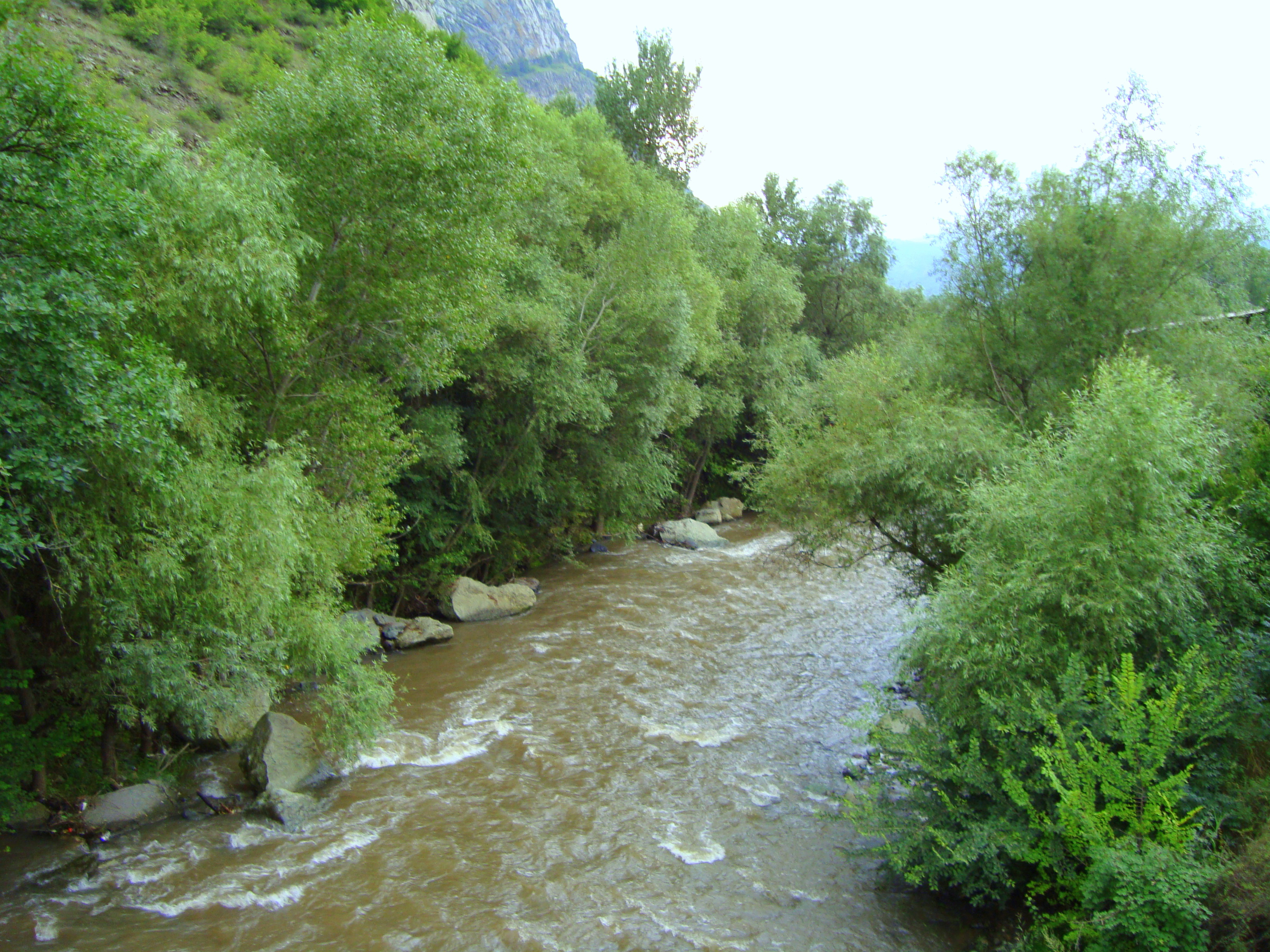
Агстев
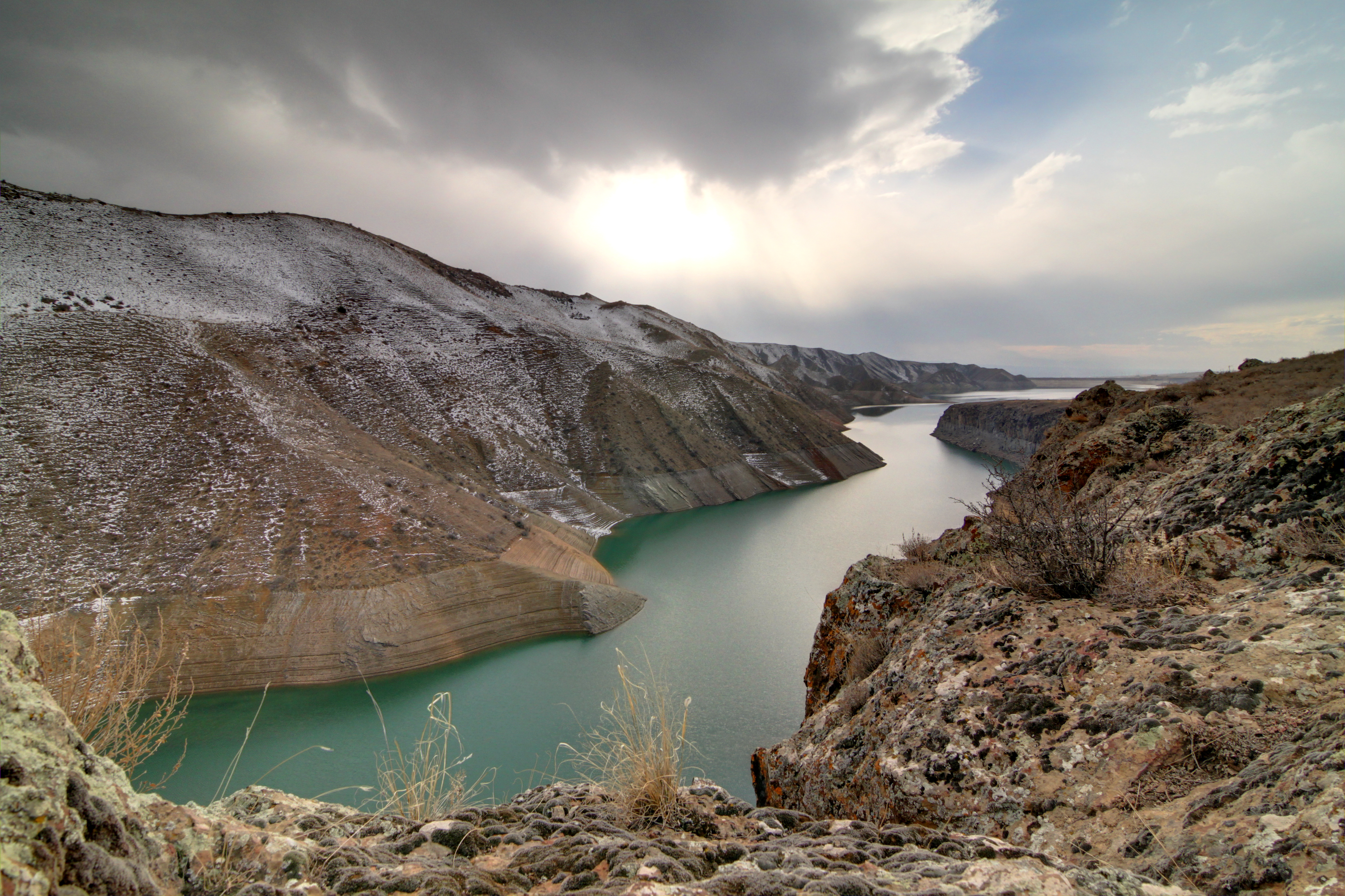
Река Азат, верховья которой включены в Список Всемирного наследия ЮНЕСКО
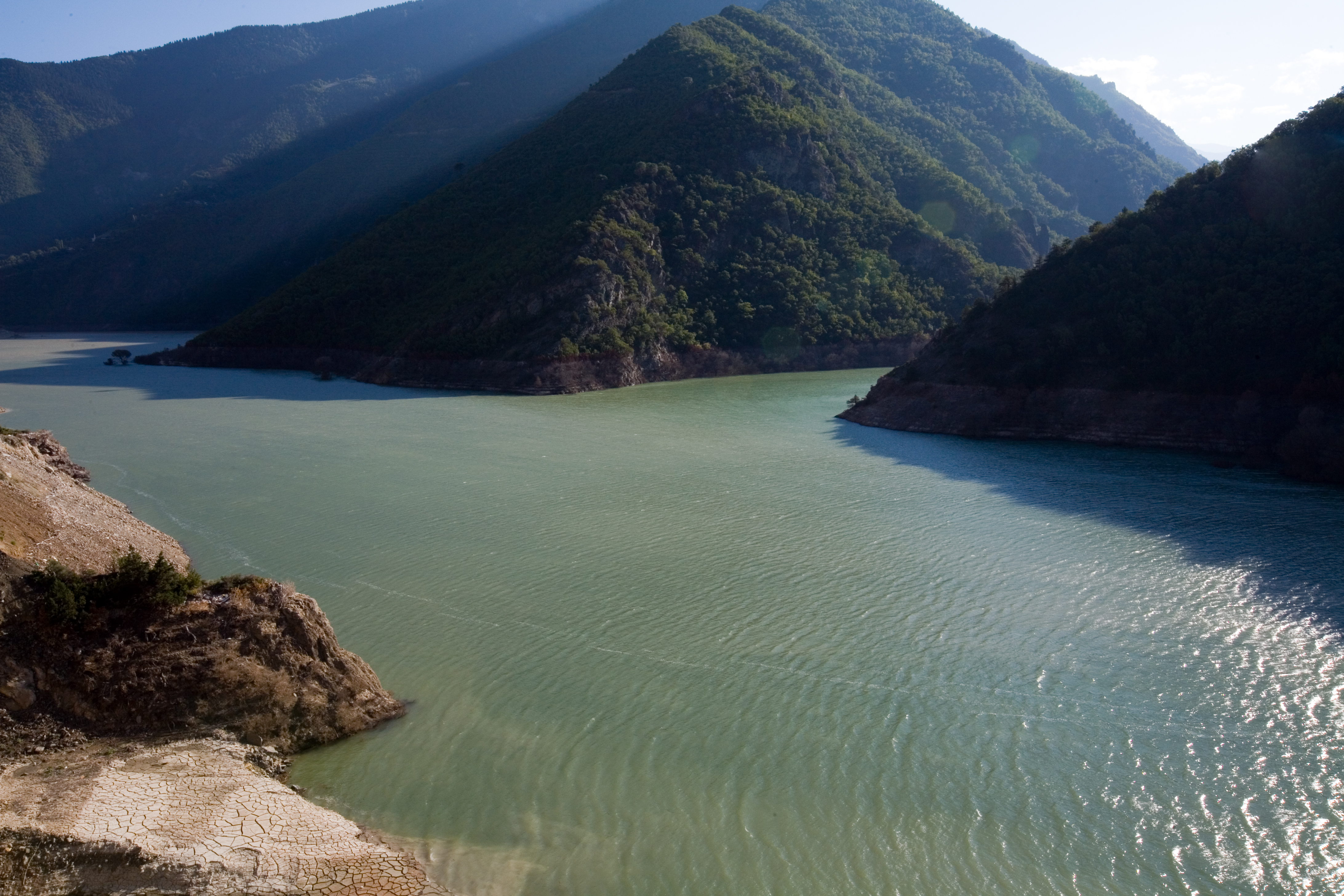
Чорох
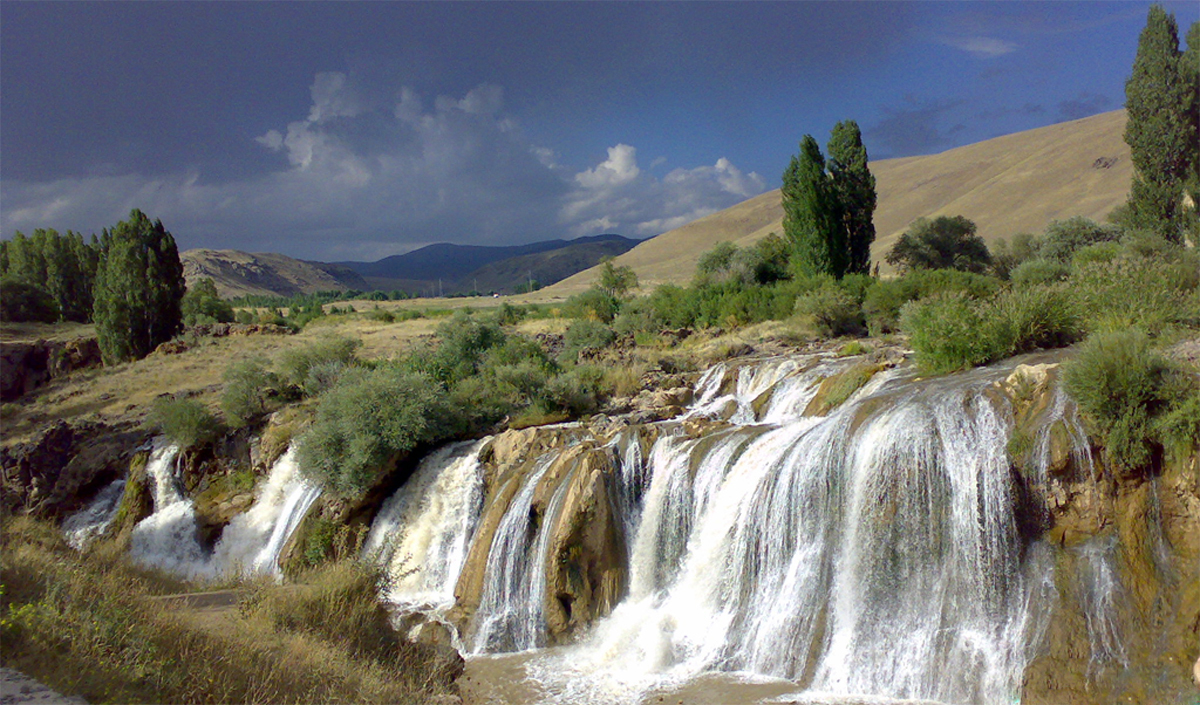
водопад в Беркри
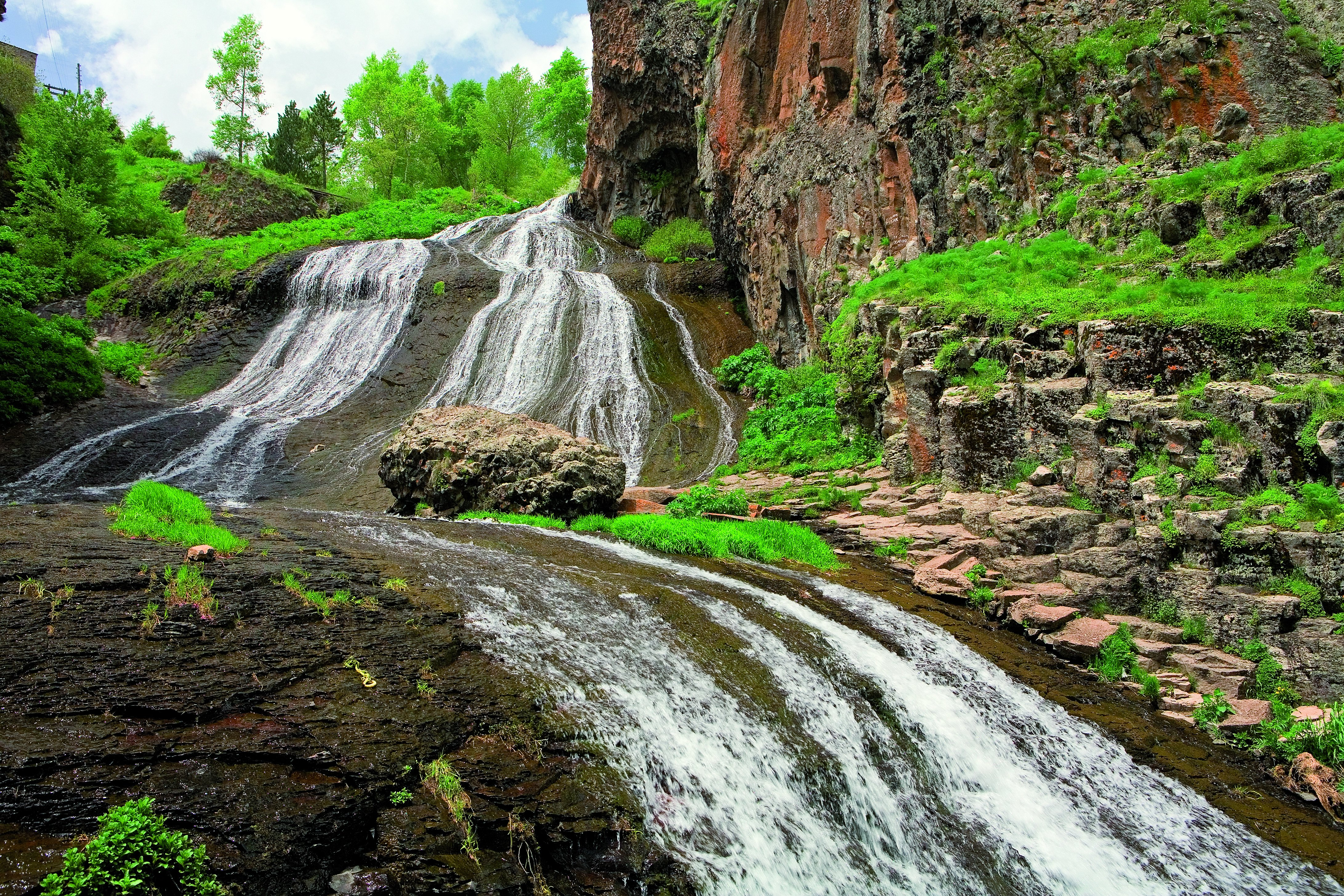
Водопад в Джермуке
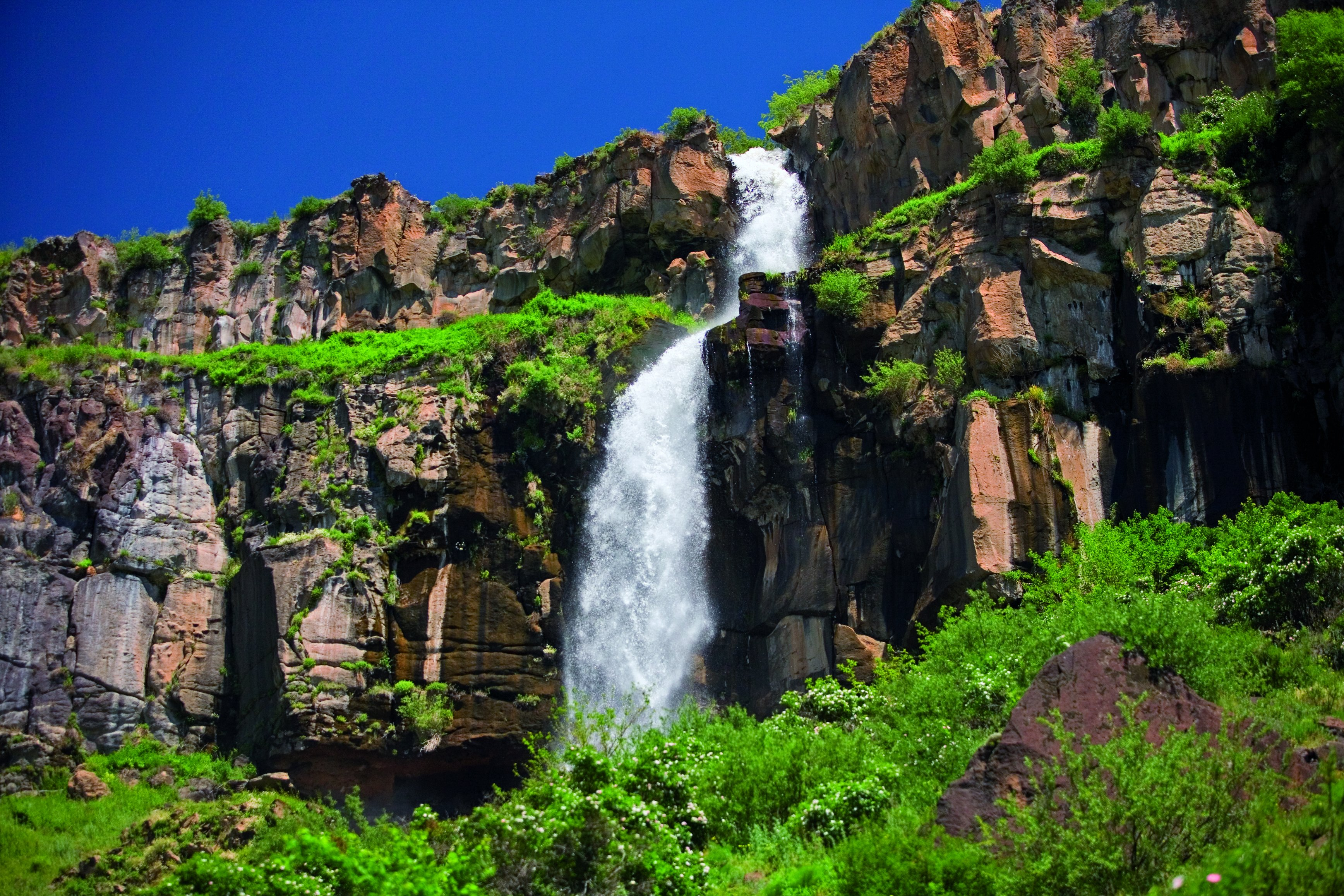
Касахский водопад
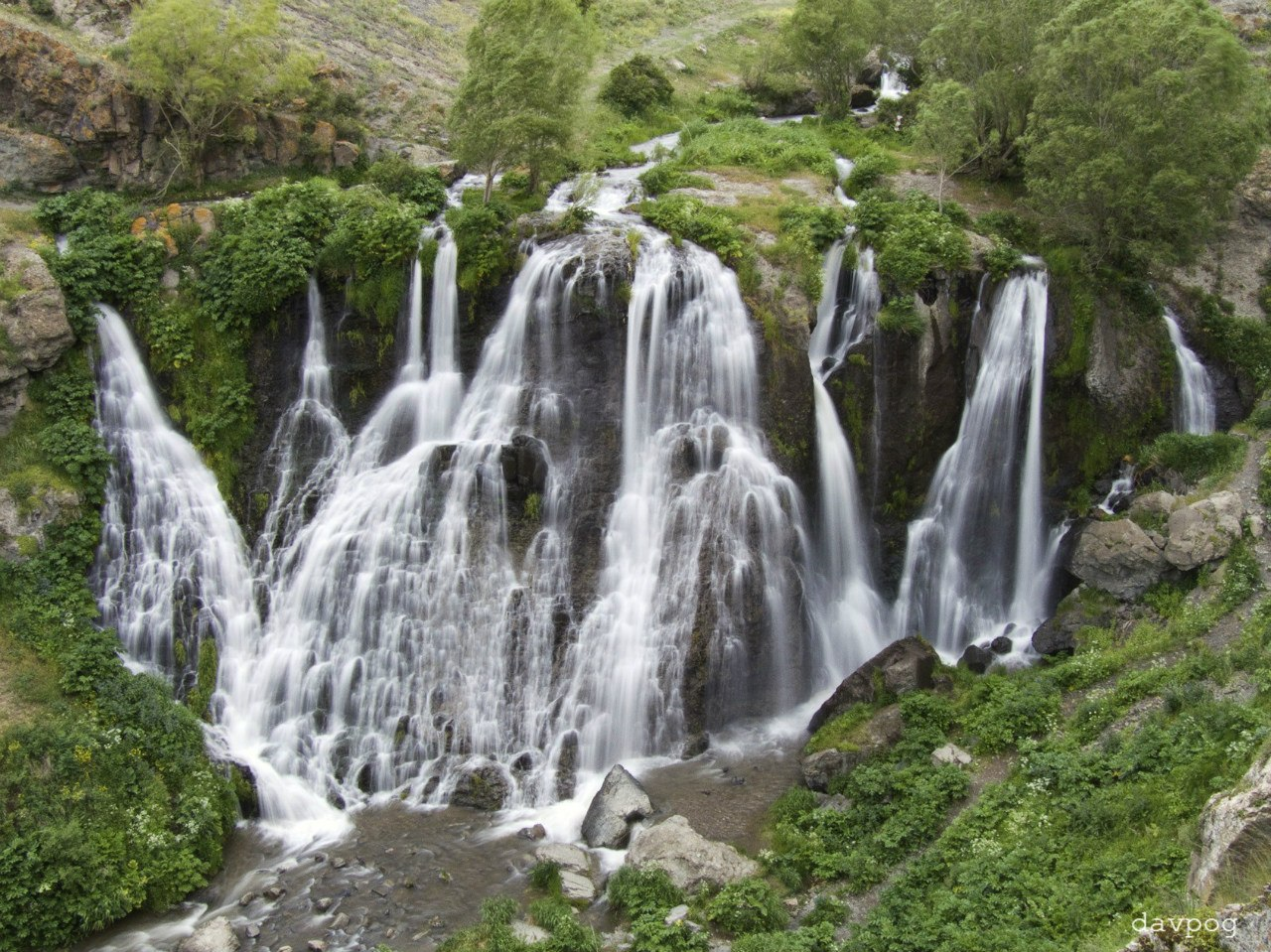
Шакинский водопад

| Озеро      | Изображение | Площадь  | Наибольшая глубина | Средняя глубина | Высота над уровнем моря | Информация |
| ---------- | ----------- | -------- | ------------------ | --------------- | ----------------------- | --- |
| Ван        |             | 3574 км² | 451 м              | 161 м           | 1648 м                  | Крупнейшее в мире содовое озеро. Ширина озера — 119 км. На озере есть три острова: Ахтамар, Ктуц и Лим. Все три острова на протяжении последней тысячи лет, вплоть до 1915 года, были обителью армянского монашества, а остров Ахтамар был центром одного из Католикосатов Армянской Апостольской церкви. |
| Севан      |             | 1243 км² | 80 м               | 27 м            | 1896 м                  | Пресное озеро с питьевой водой. Ежегодно здесь добывается до 2000 тонн рыбы. Длина озера — 78 км, ширина — 56 км |
| Урмия      |             | 5200 км² | 16 м               | 5 м             | 1275 м                  | Самое большое по площади озеро на Ближнем Востоке. Одно из самых солёных озёр в мире. На озере насчитывается 105 островов. Длина озера 140 км, ширина — до 55 км. К настоящему времени озеро находится на грани исчезновения. Из-за засухи, начавшейся в 1998 году, чрезмерного потребления жителями окрестных городов и сёл воды из озера, а также строительства плотин на питающих его реках площадь Урмии сократилась более чем в два раза или, если отсчитывать от 1995 года, то оно обмелело более чем на 70 %. |
| Цовак Юсис |             | 115 км²  | 42 м               |                 | 1959 м                  | Название озера переводится с армянского языка как «Северное озерцо» |
| Эрчек      |             | 95,2 км² | 30 м               |                 | 1890 м                  | Солёное озеро. Длина — 14 км, ширина — 9 км |
| Азар       |             | 86 км²   | 15 м               |                 |                         | |
| Назик      |             | 44,5 км² | 50 м               |                 | 1876 м                  | Пресное озеро. Длина — 12 км, ширина — 7 км |
| Парвана    |             | 37,5 км² | 3 м                |                 | 2073 м                  | |
| Балык      |             | 34 км²   | 30 м               |                 |                         | |
| Хозапини   |             | 27 км²   | 10 м               |                 | 1798 м                  | |
| Арпи       |             | 22 км²   |                    |                 | 2023 м                  | В районе озера проживают более 100 видов птиц. Некоторые из них включены в Красную книгу. |
| Хач        |             | 16 км²   | 25 м               |                 |                         | |
| Табацкури  |             | 14,2 км² | 40 м               |                 | 1991 м                  | |
| Немрут     |             | 12 км²   | 176 м              |                 | 2247 м                  | Находится в кратере действующего вулкана |

И другие. Всего на Армянском нагорье насчитывается свыше 1200 больших и малых озёр.

## Флора и фауна Армянского нагорья
Армянское нагорье занимает одно из первых мест в мире по количеству видов растений на единицу площади — свыше 100 видов на 1 км².
На Армянском нагорье произрастают около 3500 видов растений из 150 семейств, из которых около 108 видов встречаются только на Армянском нагорье.
Флора Армянского нагорья включает 4 таксономические группы — водоросли, грибы, лишайники и сосудистые растения.
Армянское нагорье отличается видовым разнообразием и эндемичностью своей фауны, где встречаются около 17 500 видов позвоночных и беспозвоночных. Многие животные виды обитают на границе зоны их распространения или образуют отдельные популяции.
| Группа              | Общее число видов | Число эндемичных видов или подвидов |
| ------------------- | ----------------- | ----------------------------------- |
| Сосудистые растения | 3555              | 106                                 |
| Грибы               | 4166              | 2                                   |
| Мхи                 | 395               | -                                   |
| Водоросли           | 388               | -                                   |
| Лишайники           | 300               | -                                   |
| Беспозвоночные      | 17000             | 316                                 |
| Рыбы                | 30                | 9                                   |
| Млекопитающие       | 83                | 6                                   |
| Рептилии            | 53                | 6                                   |
| Амфибии             | 8                 | 1                                   |
| Птицы               | 349               | 1                                   |

## Почвы и растительность
В настоящее время бо́льшая часть Армянского нагорья лишена лесов, хотя в древности местность была богата лесными массивами, частично сохранившимися лишь на Понтийских горах, на Восточном (Армянском) Тавре, в горах Малого Кавказа и в Курдских (Курдистанских) горах. Плоские котловины покрыты степной или полупустынной растительностью. Вдоль рек можно встретить заливные луга и заросли кустарников. У подножий гор, окаймляющих котловины, размещены оазисы, в которых выращиваются хлопчатник, табак и другие сельскохозяйственные культуры. В Среднеараксинской котловине близ Еревана, на территории Эребунийского заповедника, сохраняются участки произрастания дикой пшеницы и других диких сородичей культурных растений. Для увлажнённых наветренных склонов гор на высотах до 2000 м характерны леса с преобладанием сосны и листопадного дуба. Выше их сменяют колючие кустарники и заросли можжевельника, чередующиеся с каменистыми обнажёнными участками. На коричневых почвах и солончаках встречаются сухие субтропические редколесья из фисташки, каркаса, держи-дерева и других ксерофитов.

## История
Армянское нагорье было заселено с незапамятных времён. Есть версия, что именно здесь были изобретены технология плавки железа (Мецамор, Чатал-Хююк и др.) и современное коневодство. По мнению таких учёных, как Л. А. Миллер, Т. В. Гамкрелидзе, В. В. Иванов, О. С. Широков и др., Армянское нагорье и Малая Азия являются прародиной индоевропейских языков (см. армянская гипотеза).
Ряд современных исследований в области палеогенетики и глоттохронологии допускает участие южнокавказского населения в сложении праиндоевропейского языка.. Генетик Дэвид Райх в своей публикации 2018 года «Кто мы и как мы сюда попали», утверждает, что «наиболее вероятное местоположение населения, впервые заговорившего на индоевропейском языке, находится к югу от Кавказских гор, возможно, в современном Иране или Армении, потому что древняя ДНК людей, которые там жили, соответствует тому, что мы ожидаем от исходной популяции как для ямной культуры, так и для древних анатолийцев». В июле 2023 в журнале Science было опубликовано исследование, согласно которому реконструируемый праиндоевропейский язык существовал около 8120 лет назад на Южном Кавказе, откуда впоследствии носители разных ветвей распространились по Евразии. Носители протоармянского языка не мигрировали, оставаясь в регионе своего генезиса. Ван и соавт. (2018) отмечают, что Кавказ служил коридором для потока генов между степью и культурами к югу от Кавказа во время энеолита и бронзового века, утверждая, что это «открывает возможность родины праиндоевропейцев к югу от Кавказа». Хаак и соавт. (2015) приходят к выводу, что гипотеза генезиса индоевропейцев на Армянском нагорье приобретает правдоподобность, поскольку ямная культура частично произошла от ближневосточного населения, напоминающего неолитическое население Армении. Археолог Кристиан Кристиансен в интервью Der Spiegel в мае 2018 года заявил, что у ямной культуры мог быть предшественник на Кавказе, где зародился прото-прото-индоевропейский язык. Согласно Кроонену и соавторам (2018), Дамгаарду и сооавторам (2018), самая ранняя фиксация анатолийских имён в письменных источниках государства Арми происходит в 3000-2400 г. до н. э. одновременно с генезисом ямной культуры. Поэтому ямники могли говорить лишь на поздне-индоевропейском праязыке, от которого уже отделился анатолийский язык. В более архаичном индо-анатолийском праязыке почти отсутствует земледельческая терминология, поэтому его прародина не могла находиться к югу от Кавказа. На нём могли говорить степные предшественники ямной культуры — создатели хвалынской и среднестоговской культур, миграция которых на юг дала начало анатолийским языкам Малой Азии.
Военно-стратегическое и торговое значение Армянского нагорья являлось одной из важных причин многих войн между державами Средиземноморья и Передней Азии, начиная с римской эпохи. Ареной этих войн обычно становились Армения и соседние страны. Узлом основных магистралей торгового обмена между Востоком и Западом была Месопотамская равнина к югу от Армении, со Степным путём связывал проход через Дербент и Кавказскую Албанию (Агванк) вдоль побережья Чёрного и Каспийского морей.

## Исторические государства и государственные образования региона

### Созданные на Армянском нагорье
| Государство                                     | Период существования         |
| ----------------------------------------------- | ---------------------------- |
| Аратта                                          | XXVII—XXII вв. до н. э.      |
| Арманум                                         | XXII—XVIII вв. до н. э.      |
| Арматана                                        | XVII—XVI вв. до н. э.        |
| Хайаса                                          | XV—XIII вв. до н. э.         |
| Наири                                           | XIII—IX вв. до н. э.         |
| Урарту                                          | 850е—580-е до н. э.          |
| Айраратское царство                             | 323—200 гг. до н. э.         |
| Малая Армения                                   | 323—115 г.до н. э.           |
| Софена                                          | III в.—94 г. до н. э.        |
| Великая Армения                                 | 189 в. до н. э.—428 в. н. э. |
| Марзпанская Армения                             | 428—645 гг.                  |
| Армянское царство                               | 885—1045 гг.                 |
| Васпураканское царство                          | 908—1021 гг.                 |
| Карсское царство                                | 963—1064 гг.                 |
| Ташир-Дзорагетское царство                      | 978—1118 гг.                 |
| Сюникское царство                               | 987—1170 гг.                 |
| Хаченское княжество                             | X—XVI вв.                    |
| Ефратес                                         | конец XI в.—1117 гг.         |
| Эдесское княжество                              | 1083—1098 гг.                |
| княжество Мелитены                              | 1071—1104 гг.                |
| княжество Пир                                   | 1086/1097—1098/1100 гг       |
| Шах-Армен                                       | 1100—1207 гг.                |
| Закаридская Армения                             | 1199—1236 гг.                |
| Хамс                                            | 1603—1750-е гг.              |
| Эриванское ханство                              | 1747—1828 гг.                |
| Нахичеванское ханство                           | 1747—1828 гг.                |
| Первая Республика Армения                       | 1918—1920 гг.                |
| Социалистическая Советская Республика Армения   | 1920—1922 гг.                |
| Армянская Советская Социалистическая Республика | 1936—1990 гг.                |
| Республика Армения (в составе СССР)             | 1990—1991 гг.                |
| Республика Армения (независимая)                | 1991—н.в.                    |

### Частично охватившие Армянское нагорье
| Государство                                                                        | Период существования |
| ---------------------------------------------------------------------------------- | -------------------- |
| Армянский эмират                                                                   | VII—IX вв.           |
| Туркоманы Кара-Коюнлу и Ак-Коюнлу                                                  | 1375—1501 гг.        |
| Сефевидское государство, Афшары, Каджарский Иран                                   | 1501—1979 гг.        |
| Османская империя (В Западной Армении)                                             | XVI в. —1922 год     |
| Российская империя (В Восточной Армении, также см. Восточная Армения в составе РИ) | начало XIX в. — 1917 |
| Закавказская Советская Федеративная Социалистическая Республика                    | 1922—1936 гг.        |